# Ayaka Kikuchi
Ayaka Kikuchi (jap. 菊池 彩花, Kikuchi Ayaka; * 28. Juni 1987 in Minamiaiki, Nagano) ist eine japanische Eisschnellläuferin.

## Werdegang
Kikuchi debütierte im Weltcup zu Beginn der Saison 2010/11 in Heerenveen. Dort belegte sie den 19. Platz über 3000 m und den siebten Rang über 1500 m in der Division B. Bei den Einzelstreckenasienmeisterschaften 2011 in Harbin holte sie über 5000 m und über 3000 m die Bronzemedaille. Zu Beginn der Saison 2013/14 erreichte sie Calgary mit dem zweiten Rang in der Teamverfolgung ihre erste Podestplatzierung im Weltcup. Bei den Olympischen Winterspielen 2014 in Sotschi errang sie den 31. Platz über 1500 m und den vierten Platz in der Teamverfolgung. Beim Weltcupfinale in Berlin kam sie mit dem dritten Rang in der Teamverfolgung erneut aufs Podium. In der Saison 2014/15 belegte sie beim Weltcup in Obihiro den zweiten Platz und in Berlin auf den dritten Rang in der Teamverfolgung. Bei den Einzelstreckenweltmeisterschaften 2015 in Heerenveen gewann sie in der Teamverfolgung die Goldmedaille. In der Saison 2015/16 kam sie über 1500 m mit fünf Top-Zehn-Platzierungen auf den zehnten Platz im Weltcup über 1500 m. Zudem wurde sie in Calgary Zweite in der Teamverfolgung und holte in Heerenveen in der Teamverfolgung ihren ersten Weltcupsieg. In der Saison 2017/18 siegte sie in Calgary und in Minsk in der Teamverfolgung. Beim Saisonhöhepunkt, den Olympischen Winterspielen 2018 in Pyeongchang, holte sie in der Teamverfolgung die Goldmedaille. In den Einzelrennen errang sie den 19. Platz über 3000 m und den 16. Platz über 1500 m. Im März 2018 wurde sie bei der Mehrkampfweltmeisterschaft in Amsterdam Siebte.
Kikuchi wurde 2010 japanische Meisterin im Mehrkampf und 2014 über 1500 m. Bei den japanischen Meisterschaften 2016 in Nagano siegte sie über 1000 m, 3000 m und im Vierkampf.
Kikuchi ist die Schwester von Moemi, Yuki und Sumire, die allesamt im Shorttrack aktiv sind.

## Weltcupsiege im Team
| Nr. | Datum             | Ort        | Disziplin        |
| --- | ----------------- | ---------- | ---------------- |
| 1.  | 12. Dezember 2015 | Heerenveen | Teamverfolgung 1 |
| 2.  | 2. Dezember 2017  | Calgary    | Teamverfolgung 1 |
| 3.  | 17. März 2018     | Minsk      | Teamverfolgung 2 |

## Persönliche Bestzeiten
- 0500 m: 39,01 s (aufgestellt am 30. Dezember 2015 in Obihiro)
- 1000 m: 1:15,12 min (aufgestellt am 10. Dezember 2017 in Salt Lake City)
- 1500 m: 1:54,12 min (aufgestellt am 9. November 2013 in Salt Lake City)
- 3000 m: 4:01,89 min (aufgestellt am 1. Dezember 2017 in Calgary)
- 5000 m: 7:13,69 min (aufgestellt am 18. Februar 2011 in Salt Lake City)